# Vincenzo Salemme
Vincenzo Salemme (Bacoli, Nápoles, 24 de julio de 1957) es un actor, dramaturgo, director y guionista italiano.

## Biografía
Salemme comenzó su carrera en el teatro napolitano en 1976, actuando con la compañía de Tato Russo. Al año siguiente, se incorporó a la compañía de Eduardo De Filippo (siendo dirigido después del fallecimiento de este por su hijo Luca), donde trabajó hasta 1992.
En la década de 1990, Salemme empezó a escribir y producir sus propias obras cómicas, cosechando un gran éxito con E fuori nevica.
Debutó en el cine en la primera mitad de la década de 1980 como actor de carácter en tres películas de Nanni Moretti; tras participar en otras cuatro películas entre 1990 y 1996, debido a su creciente popularidad sobre los escenarios, en 1998 escribió, dirigió y protagonizó la comedia cinematográfica L'amico del cuore, que obtuvo un considerable éxito comercial.
En los años siguientes, Salemme alternó sus proyectos personales, en el teatro y en la gran pantalla, y papeles protagonistas en películas de otros directores, generalmente comedias.
Salemme también fue protagonista de algunos programas de televisión emitidos por RAI: Famiglia Salemme Show (2006), Da Nord a Sud... e ho detto tutto! (2009), Salemme - Il bello...della diretta! (2019) y Napoletano? E famme 'na pizza! (2023).
Ha ganado el Premio De Sica (2005), el Premio Personalità Europea (2007) y el Premio Margutta Sezione Teatro (2009); además, en 2014, le fue otorgado el Premio Flaiano por su interpretación en la obra teatral Il diavolo custode, de la que también fue director.

## Filmografía

### Actor

#### Cine
- Sogni d'oro, de Nanni Moretti (1981)
- Bianca, de Nanni Moretti (1984)
- La messa è finita, de Nanni Moretti (1985)
- C'è posto per tutti, de Giancarlo Planta (1990)
- Muerte de un matemático napolitano (Morte di un matematico napoletano), de Mario Martone (1992)
- Il tuffo, de Massimo Martella (1993)
- Isotta, de Maurizio Fiume (1996)
- L'amico del cuore, de Vincenzo Salemme (1998)
- Amore a prima vista, de Vincenzo Salemme (1999)
- Faccia di Picasso, de Massimo Ceccherini (2000) - cameo
- A ruota libera, de Vincenzo Salemme (2000)
- Volesse il cielo!, de Vincenzo Salemme (2002)
- Ho visto le stelle!, de Vincenzo Salemme (2003)
- Cose da pazzi, de Vincenzo Salemme (2005)
- Olé, de Carlo Vanzina (2006)
- Baciami piccina, de Roberto Cimpanelli (2006)
- SMS - Sotto mentite spoglie, de Vincenzo Salemme (2007)
- No problem, de Vincenzo Salemme (2008)
- Ex, de Fausto Brizzi (2009)
- Baarìa, de Giuseppe Tornatore (2009)
- La vita è una cosa meravigliosa, de Carlo Vanzina (2010)
- A Natale mi sposo, de Paolo Costella (2010)
- Senza arte né parte, de Giovanni Albanese (2011)
- Baciato dalla fortuna, de Paolo Costella (2011)
- Ex - Amici come prima!, de Carlo Vanzina (2011)
- Lezioni di cioccolato 2, de Alessio Maria Federici (2011)
- Il fidanzamento di mia madre, de Gaia Gorrini – cortometraje (2011)
- 10 regole per fare innamorare, de Cristiano Bortone (2012)
- Buona giornata, de Carlo Vanzina (2012)
- Una donna per la vita, de Maurizio Casagrande (2012) - cameo
- Mai Stati Uniti, regia Carlo Vanzina (2013)
- Sapore di te, de Carlo Vanzina (2014)
- ...E fuori nevica, de Vincenzo Salemme (2014)
- Ma tu di che segno 6?, de Neri Parenti (2014)
- Se mi lasci non vale, de Vincenzo Salemme (2016)
- Prima di lunedì, de Massimo Cappelli (2016)
- Non si ruba a casa dei ladri, de Carlo Vanzina (2016)
- Caccia al tesoro, de Carlo Vanzina (2017)
- Il contagio, de Matteo Botrugno e Daniele Coluccini (2017)
- Una festa esagerata, de Vincenzo Salemme (2018)
- Vengo anch'io, de Nuzzo y Di Biase (2018) - cameo
- Se son rose, de Leonardo Pieraccioni (2018) - cameo
- Compromessi sposi, de Francesco Miccichè (2019)
- 7 ore per farti innamorare, de Giampaolo Morelli (2020)
- È per il tuo bene, de Rolando Ravello (2020)
- Con tutto il cuore, de Vincenzo Salemme (2021)
- I fratelli De Filippo, de Sergio Rubini (2021)
- Il sesso degli angeli, de Leonardo Pieraccioni (2022) - cameo

#### Televisión
- Un'isola, de Carlo Lizzani – telefilme (1986)
- Un siciliano in Sicilia, de Pino Passalacqua – miniserie de televisión (1987)
- Distretto di Polizia – serie de televisión, episodio 5x20 (2005)

### Director y guionista
- L'amico del cuore (1998)
- Amore a prima vista (1999)
- A ruota libera (2000)
- Volesse il cielo! (2002)
- Ho visto le stelle! (2003)
- Cose da pazzi (2005)
- SMS - Sotto mentite spoglie (2007)
- No problem (2008)
- ...E fuori nevica (2014)
- Se mi lasci non vale (2016)
- Una festa esagerata (2018)
- Con tutto il cuore (2021)

### Guionista
- Muzungu, de Massimo Martelli (1999)

### Actor de voz
- Giuseppe en Opopomoz
- Toady en Cicogne in missione

## Teatro
- 1978: Il cilindro
- 1978: Quei figuri di tanti anni fa
- 1979: Il sindaco del rione Sanità
- 1981: Il contratto
- 1986: La tempesta, (también director)
- 1988: Don Giovanni, (también director)
- 1991: A chi figli, a chi figliastri, (también director)
- 1993: La gente vuole ridere, (también director)
- 1993: Passerotti o pipistrelli?, (también director)
- 1994: Fatti unici per atti comici, (también director)
- 1995: ...e fuori nevica, (también director)
- 1996: Io & Lui, (también director)
- 1996: Fiori di ictus, (también director)
- 1996: Lo strano caso di Felice C., (también director)
- 1997: Premiata pasticceria Bellavista, (también director)
- 1999: Di mamma ce n'è una sola, (también director)
- 2001: Sogni e bisogni, (también director)
- 2001: Faccio a pezzi il teatro!, (también director)
- 2002: L'amico del cuore, (también director)
- 2003: Cose da pazzi!, (también director)
- 2004: La gente vuole ridere, (también director)
- 2005: La gente vuole ridere... ancora!, (también director)
- 2005: 'E femmene, (solo director)
- 2006: Bello di papà, (también director)
- 2010: L'astice al veleno, (también director)
- 2012: Il diavolo custode, (también director)
- 2014: Sogni e bisogni, incubi e risvegli, (también director)
- 2014: L'amico del cuore, (solo director)
- 2016: Una festa esagerata, (también director)
- 2016: Bello di papà, (solo director)
- 2018/2019: Con tutto il cuore, (también director)
- 2021/2022/2023: Napoletano? E famme 'na pizza!, (también director)